# Timpu

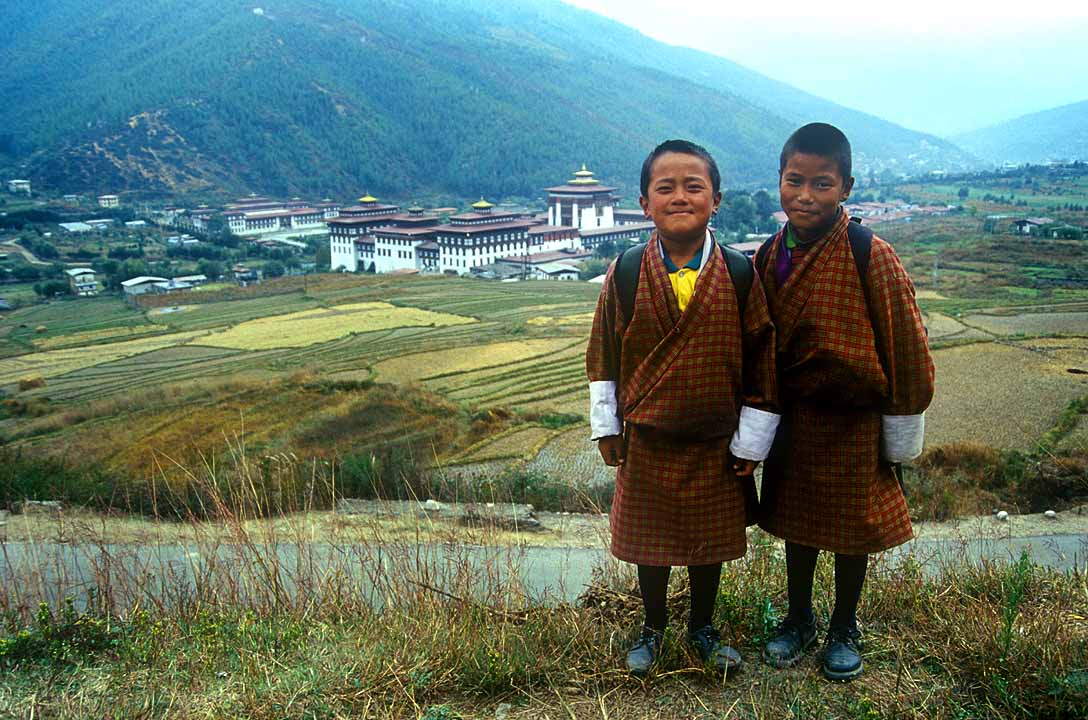
Helyi gyermekek, háttérben a királyi palota

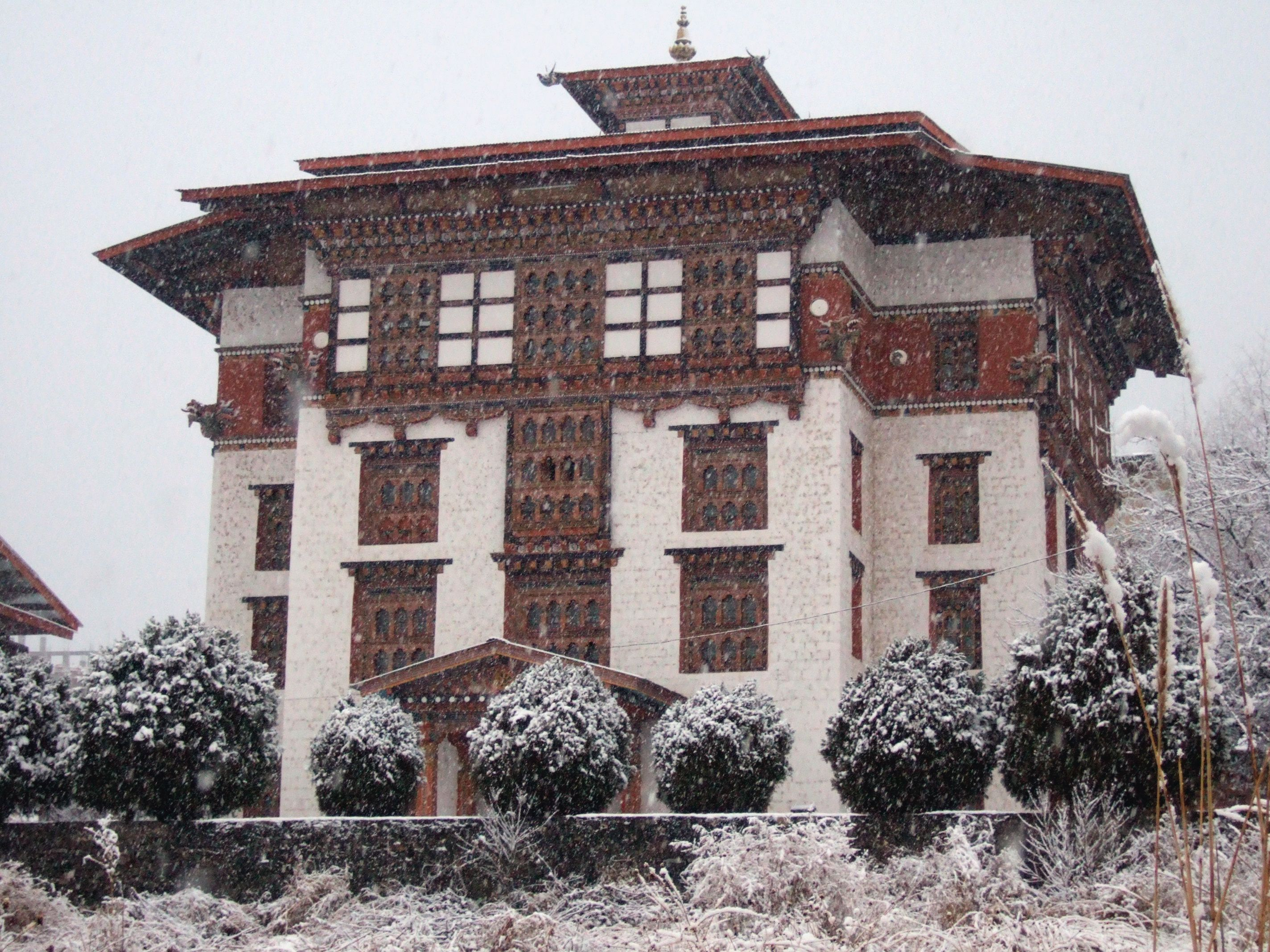
A nemzeti könyvtár hóesésben

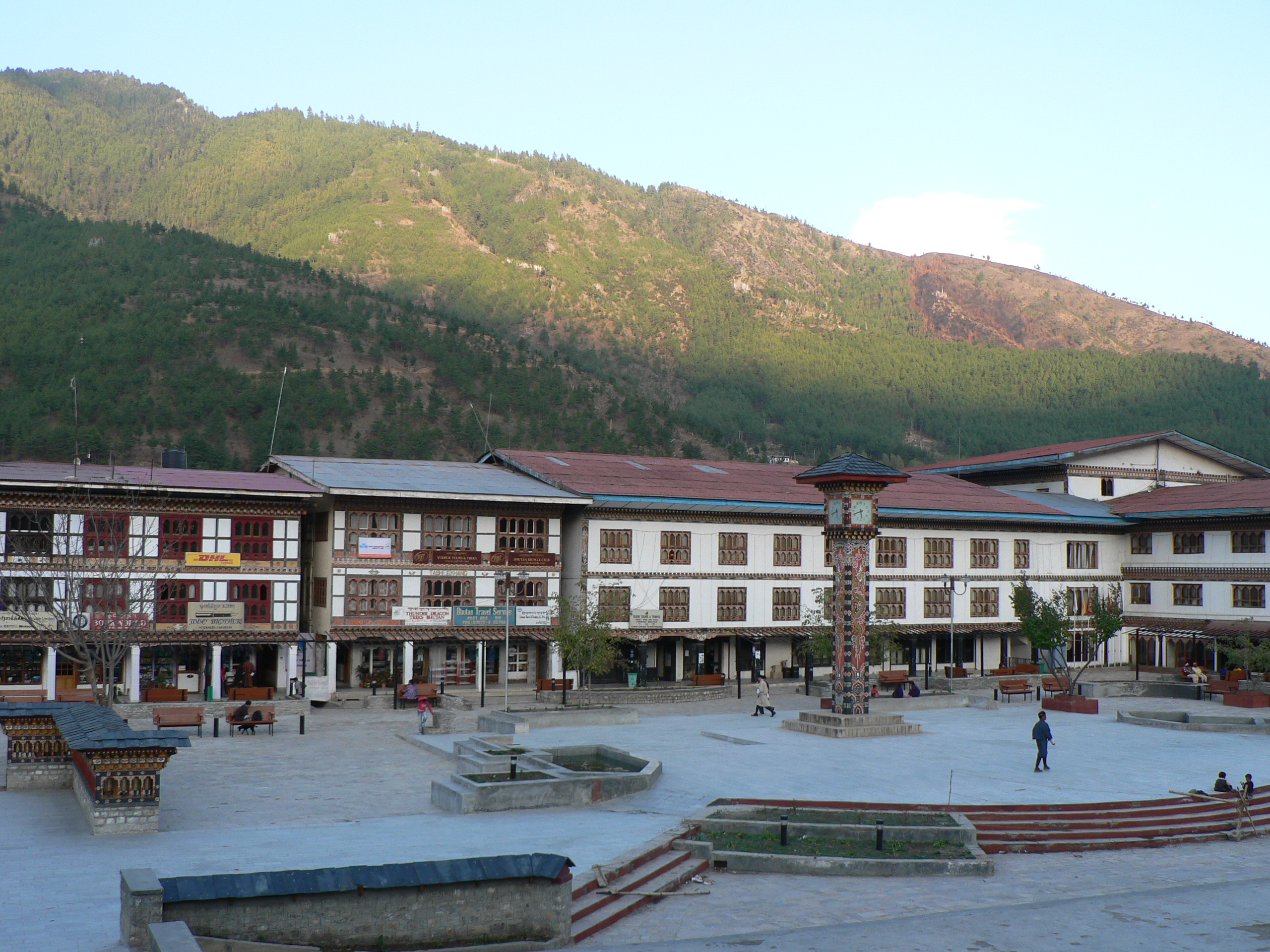
Az Óratorony tér

Timpu (dzongkhául: ཐིམ་ཕུ) Bhután fővárosa, továbbá a várost övező völgy és kerület neve.

## Fekvése
A Keleti-Himalája láncai között fekszik, az ország nyugati részén, 2300 méter körüli átlagmagasságban.

## Éghajlat
| Hónap                         | Jan. | Feb. | Már. | Ápr. | Máj. | Jún. | Júl. | Aug. | Szep. | Okt. | Nov. | Dec. | Év   |
| ----------------------------- | ---- | ---- | ---- | ---- | ---- | ---- | ---- | ---- | ----- | ---- | ---- | ---- | ---- |
| Átlagos max. hőmérséklet (°C) | 12,0 | 14,0 | 16,0 | 20,0 | 22,5 | 24,5 | 25,0 | 25,0 | 23,0  | 22,0 | 18,0 | 14,4 | 19,7 |
| Átlagos min. hőmérséklet (°C) | −2,5 | 0,5  | 4,0  | 7,0  | 13,0 | 15,0 | 15,4 | 16,0 | 15,0  | 10,4 | 5,0  | −1,0 | 8,2  |
| Átl. csapadékmennyiség (mm)   | 25   | 33   | 30   | 60   | 120  | 245  | 370  | 345  | 155   | 40   | 10   | 13   | 1446 |
| Forrás:                       |      |      |      |      |      |      |      |      |       |      |      |      |      |

## Földrajza
A kicsi országot északról a Himalája 7000 méter fölötti csúcsokat hordozó meredek fala zárja el Tibettől. Középső és déli alacsonyabban fekvő részét hatalmas dzsungel borítja.
A Thimbu folyócska mellett, 1800 méterrel a tengerszint felett fekvő főváros, Timpu a 7314 m-es Jomolhari előterében épült.
Éghajlata trópusi monszun, éghajlatát magaslati fekvése jelentősen módosítja. Az évi középhőmérséklet 17 Celsius-fok, melytől a legmelegebb és leghűvösebb hónapok csak 7-8 Celsius-fokkal térnek el.
Az esős évszak júniustól október elejéig tart, ekkor 3000 mm körüli bőséges csapadék öntözi a fővárost, ahol még a téli száraz időszakban is olyan nagymértékű a harmatképződés, hogy a környék szántóföldi kultúrái is jól fejlődnek.

## Története
A hányatott sorsú Bhután székhelye évszázadokon keresztül Punaka volt.
1962-ben kezdték építeni az új fővárost a 17. században épült Tashichoedzong erődkolostor szomszédságában, mely a város északi szélén található; az ország külügyeit intéző India segítségével. 1952-től itt ülésezett a bhutáni kormány.
A város „kormánynegyede” a Wang Chhu folyó völgyének nyugati lejtőjén terül el, közepén a Tashichoedzonggal. A város gyors terjeszkedése miatt a belvárost újjáépítették, de ennek ellenére gombamód szaporodnak a külvárosok is. A Norzin Lam, a város nemrég újjáépített főútvonala főleg üzletekkel, éttermekkel, és középületekkel van szegélyezve, de nagyobb apartmanok és családi házak is előfordulnak. Az építési szabályzatok megkövetelik, hogy az összes épület klasszikus buddhista stílusban épüljön és hogy buddhista motívumok díszítsék.
A főként húsárut, zöldséget és emléktárgyakat árusító hétvégi piac a folyó közelében helyezkedik el. A városban csak a könnyűipar van jelen, az is inkább a város déli területén, a főút hídjának közelében. Timpuban egyre több az üzlet, és az iroda, melyek a helyiek egyre növekvő igényeit hivatottak kielégíteni.
A várost erdők veszik körül, melynek köszönhetően a város a valóságosnál zöldebbnek hat. A bhutániak 2008-ban ünnepelték a monarchia fennállásának 100. évfordulóját, és a parlamentáris demokráciára való áttérést, és ebből kifolyólag a város fejlesztését is fellendítették.
A Dechenphu, a Tango és a Cheri kolostorok, valamint a Dechenchoeling palota (a király rezidenciája) a város északi részén helyezkednek el.

## Gazdasága
Timpu a szegény, elmaradott agrárország ipari és kereskedelmi központja. A szerény feldolgozóipar a hagyományos kézművesség: kosár-, háncs és gyékényáruk fonása, gyapjúszőttesek készítése, fegyver- és ötvösáruk készítéséből áll. Kisüzemi keretek között működő gyáriparát, mely India segítségével épült ki, főleg cement-, hőerőmű, gyufagyár, gyümölcskonzervgyár, és szeszüzemek képezik.
Külkereskedelmi forgalma szinte teljes egészében India irányában bonyolódik le, ez főleg rizs, gyümölcskonzerv, whisky, fa kivitele; behozatala pedig főleg gépekből, közszükségleti cikkekből áll.
1968-ban épült meg az az őserdőt átszelő út, mely már gépkocsival is járható. Ez kissé enyhítette az ország és a főváros elzártságát.
Nemzetközi repülőtér a légvonalban 15 km-re nyugatra lévő Paróban van, ami közúton 54 km távolságot jelent.